# Association Sportive de Porto-Novo
O Association Sportive de Porto-Novo, ou simplesmente AS Porto-Novo, é um clube de futebol do Benin. Disputa o campeonato nacional do país.